# Hyphodontia byssoidea
Hyphodontia byssoidea är en svampart som först beskrevs av H. Furuk., och fick sitt nu gällande namn av N. Maek. 1993. Hyphodontia byssoidea ingår i släktet Hyphodontia och familjen Schizoporaceae.   Inga underarter finns listade i Catalogue of Life.